# Acil-KoA dehidrogenaza (NADP+)
Acil-KoA dehidrogenaza (+) (EC 1.3.1.8, 2-enoil-KoA reduktaza, dehidrogenaza, acil koenzim A (nikotinamid adenin dinukleotid fosfat), enoil koenzim A reduktaza, krotonil koenzim A reduktaza, krotonil-KoA reduktaza) je enzim sa sistematskim imenom acil-KoA:NADP+ 2-oksidoreduktaza. Ovaj enzim katalizuje sledeću hemijsku reakciju
acil-KoA + + {\displaystyle \rightleftharpoons } 2,3-dehidroacil-KoA + +
Ovaj jetreni enzim deluje na enoil-KoA derivate sa ugljeničnim lancom dugim 4 do 16 atoma, sa optimalnom aktivnošću na 2-heksenoil-KoA. kod Escherichia coli, postoji cis-specifični i trans-specifični enzim (EC 1.3.1.37, cis-2-enoil-KoA reduktaza (NADPH) i EC 1.3.1.38, trans-2-enoil-KoA reduktaza (NADPH)).

## Literatura
- Nicholas C. Price; Lewis Stevens (1999). Fundamentals of Enzymology: The Cell and Molecular Biology of Catalytic Proteins (Third изд.). USA: Oxford University Press. ISBN 019850229X.
- Eric J. Toone (2006). Advances in Enzymology and Related Areas of Molecular Biology, Protein Evolution (Volume 75 изд.). Wiley-Interscience. ISBN 0471205036.
- Branden C; Tooze J. Introduction to Protein Structure. New York, NY: Garland Publishing. ISBN 0-8153-2305-0.
- Irwin H. Segel. Enzyme Kinetics: Behavior and Analysis of Rapid Equilibrium and Steady-State Enzyme Systems (Book 44 изд.). Wiley Classics Library. ISBN 0471303097.
- William P. Jencks (1987). Catalysis in Chemistry and Enzymology. Dover Publications. ISBN 0486654605.

## Spoljašnje veze
- Acyl-CoA+dehydrogenase+(NADP+) на 